# Persone di nome Clive
| Questa pagina contiene informazioni ricavate automaticamente dalle voci biografiche con l'ausilio del template Bio e di un bot. L'aggiornamento è periodico e automatico e ricostruisce completamente la pagina. Se manca una persona in questa lista, sei pregato di non aggiungerla, ma accertati piuttosto che la sua voce biografica contenga il template Bio e che i dati anagrafici siano correttamente compilati. Se il template Bio manca, inseriscilo tu stesso o, in alternativa, metti l'avviso {{tmp\|Bio}} che ne segnala la mancanza. Se i dati riportati sono sbagliati, correggi direttamente la voce biografica; le modifiche saranno visibili in questa lista entro pochi giorni. Per chiarimenti vedi il progetto antroponimi. La lista contiene solo le 52 persone che sono citate nell'enciclopedia e per le quali è stato implementato correttamente il template Bio. Pagina aggiornata al 6 ago 2025. |

Questa è una lista di persone presenti nell'enciclopedia che hanno il nome Clive, suddivise per attività principale.

## Allenatori di calcio(3)
- Clive Barker, allenatore di calcio sudafricano (Durban, n. 1944 - Durban, † 2023)
- Clive Charles, allenatore di calcio e calciatore inglese (Barking, n. 1951 - Portland, † 2003)
- Clive Hachilensa, allenatore di calcio e ex calciatore zambiano (Lusaka, n. 1979)

## Astronomi(1)
- Clive Ruggles, astronomo e archeologo britannico (n. 1952)

## Attori(11)
- Clive Brook, attore britannico (Londra, n. 1887 - Londra, † 1974)
- Clive Carter, attore e cantante britannico
- Clive Clerk, attore, ballerino e pittore statunitense (Trinidad, n. 1945 - Los Angeles, † 2005)
- Clive Dunn, attore, comico e artista inglese (Londra, n. 1920 - Algarve, † 2012)
- Clive Mantle, attore britannico (Barnet, n. 1957)
- Clive Owen, attore britannico (Coventry, n. 1964)
- Clive Revill, attore neozelandese (Wellington, n. 1930 - Los Angeles, † 2025)
- Clive Rowe, attore e cantante inglese (Oldham, n. 1964)
- Clive Russell, attore britannico (Reeth, n. 1945)
- Clive Standen, attore britannico (Holywood, n. 1981)
- Clive Swift, attore inglese (Liverpool, n. 1936 - Londra, † 2019)

## Batteristi(3)
- Clive Bunker, batterista britannico (Luton, n. 1946)
- Clive Burr, batterista britannico (Londra, n. 1957 - Londra, † 2013)
- Clive Edwards, batterista britannico (Hounslow, n. 1953)

## Calciatori(7)
- Clive Allen, ex calciatore, allenatore di calcio e dirigente sportivo britannico (Stepney, n. 1961)
- Clive Clark, calciatore inglese (Leeds, n. 1940 - † 2014)
- Clive Goodyear, ex calciatore inglese (Lincoln, n. 1961)
- Clive Griffiths, calciatore gallese (Pontypridd, n. 1955 - Kansas, † 2022)
- Clive Murray, calciatore grenadino (n. 1990)
- Clive Platt, ex calciatore inglese (Wolverhampton, n. 1977)
- Clive Walker, ex calciatore inglese (Oxford, n. 1957)

## Cantautori(2)
- Tenor Saw, cantautore giamaicano (Kingston, n. 1966 - Houston, † 1988)
- Georgie Fame, cantautore, tastierista e chitarrista britannico (Leigh, n. 1943)

## Conduttori radiofonici(1)
- Clive Malcolm Griffiths, conduttore radiofonico e conduttore televisivo britannico (St Leonards-on-Sea, n. 1953)

## Critici teatrali(1)
- Clive Barnes, critico teatrale e biografo britannico (Londra, n. 1927 - New York, † 2008)

## Economisti(1)
- Clive Granger, economista e statistico britannico (Swansea, n. 1934 - La Jolla, † 2009)

## Giocatori di football americano(1)
- Clive Walford, ex giocatore di football americano statunitense (Belle Glade, n. 1991)

## Giornalisti(1)
- Clive James, giornalista, scrittore e conduttore televisivo australiano (Sydney, n. 1939 - Cambridge, † 2019)

## Imprenditori(2)
- Clive Palmer, imprenditore e politico australiano (Melbourne, n. 1954)
- Clive Sinclair, imprenditore e inventore inglese (Richmond upon Thames, n. 1940 - Londra, † 2021)

## Mezzofondisti(1)
- Clive Terrelonge, ex mezzofondista giamaicano (n. 1969)

## Militari(1)
- Clive Wilson Warman, militare e aviatore statunitense (Norfolk, n. 1896 - Edmonton, † 1919)

## Musicisti(1)
- DJ Kool Herc, musicista, disc jockey e produttore discografico giamaicano (Kingston, n. 1955)

## Musicologi(1)
- Clive Wearing, musicologo britannico (n. 1938)

## Piloti automobilistici(1)
- Clive Puzey, ex pilota automobilistico zimbabwese (Bulawayo, n. 1941)

## Politici(1)
- Clive Efford, politico inglese (Londra, n. 1958)

## Produttori discografici(2)
- Clive Chin, produttore discografico giamaicano (Kingston, n. 1954)
- Clive Davis, produttore discografico statunitense (Brooklyn, n. 1932)

## Rapper(1)
- Yungen, rapper britannico (Herne Hill, n. 1992)

## Registi(1)
- Clive Donner, regista e montatore britannico (Londra, n. 1926 - Londra, † 2010)

## Rugbisti a 15(2)
- Clive Williams, rugbista a 15 britannico (Porthcawl, n. 1947)
- Clive Woodward, ex rugbista a 15, allenatore di rugby a 15 e dirigente sportivo britannico (Ely, n. 1956)

## Scrittori(3)
- Clive Barker, scrittore, fumettista e illustratore britannico (Liverpool, n. 1952)
- Clive Cussler, scrittore statunitense (Aurora, n. 1931 - Scottsdale, † 2020)
- Clive Sinclair, scrittore britannico (Hendon, n. 1948 - Londra, † 2018)

## Tastieristi(1)
- Clive Nolan, tastierista, compositore e produttore discografico britannico (Sheffield, n. 1961)

## Tennisti(1)
- Clive Wilderspin, tennista australiano (Perth, n. 1930 - † 2021)

## Senza attività specificata(1)
- Clive Oppenheimer, vulcanologo britannico (n. 1964)